# Hořický pašijový film
Hořický pašijový film (v anglickém originále The Passion Play nebo The Horitz Passion Play) byl vůbec první hraný film natočený v Čechách a na území dnešní České republiky. Jednalo se o hodinový záznam monumentálních pašijových her v Hořicích na Šumavě v přepracované verzi Josefa Amanna pořízený americkou produkcí v roce 1897. Premiéra proběhla ještě téhož roku ve Filadelfii a o rok později v New Yorku.
Hořický pašijový film je nejenom prvním filmovým záznamem vytvořeným na území České republiky, ale zároveň i první hodnotnou filmovou adaptací divadelního představení a pravděpodobně i prvním mezinárodním koprodukčním podnikem mezi filmaři a divadelníky na světě.
Záznam je dnes považován z větší části za ztracený až na několik scén, které se podařilo po roce 2016 identifikovat ve španělském archivu.

## Obsazení
Ve filmu figurují výhradně místní herci, kteří biblické postavy běžně ztvárňovali. Krista v dané době hrál Johann Wiltschko starší a Marii Anna Wenziegerová.

## Pozadí vzniku
Od počátku 19. století se v Hořicích na Šumavě formovala tradice pořádání pašijových představení, ovšem až s příchodem českokrumlovského gymnazijního učitele Josefa Johanna Amanna došlo k přepracování celé koncepce, přičemž cílem bylo pozvednout hořické pašije na roveň jiných velkých náboženských mystérií. Podařilo se získat podporu nejenom místního obyvatelstva, ale i šumavských kulturních spolků. 25. června 1893 tak byla otevřena nová velká divadelní budova s propracovanými kulisami schopná pojmout na 2 000 diváků a se scénou pro 300 herců.
Účast na Hořických pašijových hrách se v 90. letech 19. století pohybovala okolo 80 000 návštěvníků, přičemž v obecenstvu bývala pravidelně přítomna jak knížecí schwarzenberská rodina, zvlášť osobou knížete Jana Nepomuka II., tak dokonce i rodina císařská. Obrovský úspěch a celková velkolepost Hořických pašijí přilákal již v roce 1896 amerického zástupce bratří Lumièrů Charlese Smitha Hurda, který hry v Hořicích zhlédl a domluvil s místními herci realizaci filmu v průběhu dalšího roku. Hurd projekt následně nabídl dvěma americkým producentům Marcu Klawovi a Abrahamu Erlangerovi, kteří sestavili koncept a zajistili filmový štáb. Do jeho čela byl postaven Walter Freeman.
Na jaře roku 1897 tak na Šumavu dorazili američtí filmaři a na základě předchozí dohody vytvořili filmový záznam her za účelem prezentovat tuto jedinečnou a specificky evropskou podívanou americkým divákům.

## Obsah filmu a projekce
S ohledem na značnou délku Hořických pašijových her (přes 3 hodiny) byl původní materiál zkrácen na 50 minut, přičemž konečný záznam obsahoval základních 12 obrazů s nejikoničtějšími výjevy ze života Krista.
Premiéra filmu proběhla 22. listopadu v Akademii hudby ve Filadelfii. Finální projekce ve Spojených státech byly doprovázeny živou varhanní hudbou a později i pěveckými vystoupeními a přednáškami a celková délka prezentace se pohybovala okolo 90 minut.
Kritika přijala film velmi dobře. Přes nedostatky jak technické, tak i herecké, zdůrazňovala autenticitu záznamu, přičemž zvláště vyzdvihovala zapálení hořických herců. Film sklidil největší úspěch především v amerických náboženských kruzích a premiér se účastnili i nejvyšší církevní představitelé.
Z Filadelfie se projekce přesunula do Bostonu a nakonec do New Yorku, kde proběhla premiéra 14. března 1898.

## Osud záznamu
Přes značný úspěch projekcí a celkový význam je dnes tento vůbec první filmový záznam pořízený na území České republiky považován jako celek za ztracený. Zřejmě se nedochoval nejen samotný filmový materiál, ale ani doprovodné negativy.
Čeští badatelé identifikovali několik úryvků zřejmě pocházejících z Hořického pašijového filmu. Na přelomu 19. a 20. století sestavil průmyslník a filmový sběratel z Bilbaa Antonino Sagarmínaga rozsáhlou sbírku rozmanitého filmového materiálu (zahrnuje materiál přibližně z let 1896–1907). Sbírku od rodiny sběratele vykoupilo Španělsko v roce 1996 a jako sbírka Sagarmínaga je dnes uložena ve Filmoteca Española. Filmoteca sbírku též digitalizuje zpřístupňuje a mezi takto zpřístupněnými úryvky etnologických výjevů z Čech se podařilo určit části Hořického pašijového filmu.